# Montagne de Maléchévo
La montagne de Maléchévo (en bulgare : Малешевска планина, Malachévska planina) ou montagne de Maleševo (en macédonien : Малешевски Планини, Maleševski Planini) est une montagne située dans le Sud-Ouest de la Bulgarie et l'Est de la Macédoine du Nord.

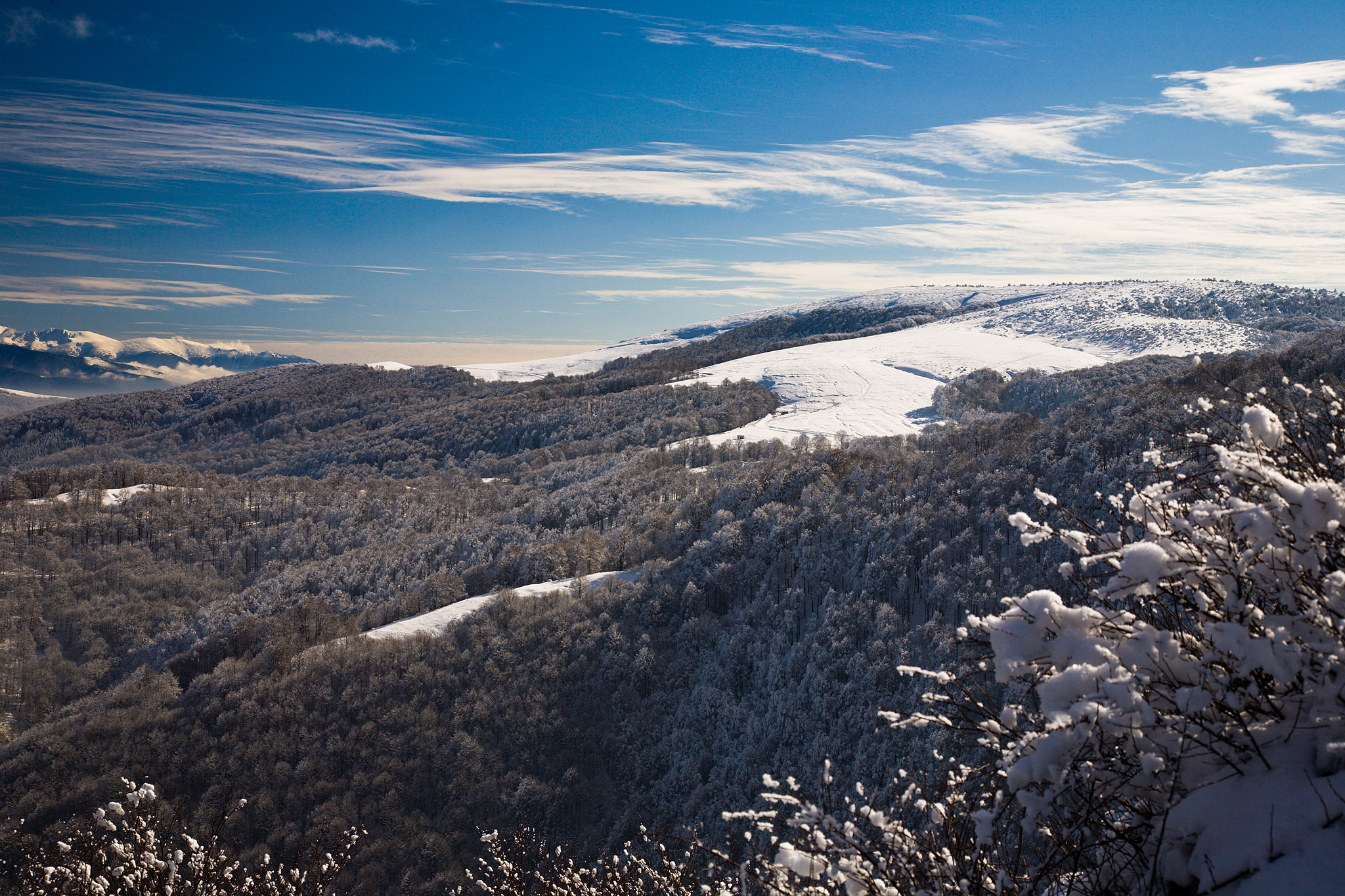
Vue en direction du mont Iliov.